# Domenico Sandrini
Domenico Sandrini (* 8. Februar 1883 in Cercino; † 29. September 1973 ebenda) war ein italienischer Skispringer und Skilangläufer.
1914 gewann Sandrini die italienischen Meistertitel im Skispringen und im Skilanglauf.